# Nahed Taher
Nahed Taher (* 20. Jahrhundert in Saudi-Arabien) ist Gründerin und Vorstandsvorsitzende der Gulf Investment Bank, die ihre Hauptgeschäftsstelle in Bahrein hat. 2006 wurde sie von dem Magazin Forbes auf Platz 72. der mächtigsten Frauen der Welt eingestuft.

## Leben
Taher studierte an der King-Abdulazis-Universität, in Dschidda, Saudi-Arabien Wirtschaftswissenschaft. Sie setzte ihr Studium an der Lancaster University fort, an der sie 1998 ihren MSc und im Jahre 2001 ihren PhD in Volkswirtschaftslehre erhielt. In der Folge kehrte sie nach Saudi-Arabien zurück und arbeitete als Wirtschaftswissenschaftlerin für die National Commercial Bank. Im Jahre 2005 wurde sie CEO der Gulf One Investment Bank. Sie ist somit die erste Frau an der Spitze einer Bank in der Golfregion.